# Яхновка (Киевская область)
Яхновка (укр. Яхнівка) — село, входит в Иванковский район Киевской области Украины.
Население по переписи 2001 года составляло 8 человек. Почтовый индекс — 07243. Телефонный код — 4591. Занимает площадь 1 км². Код КОАТУУ — 3222081907.

## Местный совет
07243, Київська обл., Іванківський р-н, с. Кухарі